# Kuriyama Sempō
Kuriyama Sempō (japanisch 栗山 潜鋒; geboren 1671 in Kyōto (Provinz Yamashiro); gestorben 18. Mai 1706 in Edo) war ein japanischer Historiker in der mittleren Edo-Zeit.

## Leben und Wirken
Kuriyama Sempō führte den Vornamen Gen (源), wurde allgemein Gempachi (源八) gerufen. Sein „Go“ war Sempō (潜鋒), weitere „Go“ waren Hakuryū (伯立) und Sessai (拙斎). Sein Vater war Nagasawa Ryosetsu (長沢 良節), ein Gelehrter der Yodo-Domäne (淀藩) in der Provinz Yamashiro.
Im Alter von 14 Jahren ging Kuriyama nach Kyōto, um bei Kuwana Shōun (桑名 松雲) von der Kimon-Schule zu studieren. Im Jahr 1693 (einigen Quellen zufolge 1692) diente er im Alter von 23 Jahren der Mito-Domäne (水戸藩) und verfolgte die Zusammenstellung des Geschichtswerkes „Dainihonshi“ (大日本史) als Herausgeber an der Domänenschule Shōkōkan (彰考館). So legte er mit Asaka Tampaku (1656–1738) und anderen den Grundstein für die Mito-Wissenschaft (水戸学, Mito-manabu). Tokugawa Mitsukuni, der Herr der Mito-Domäne, vertraute ihm sehr und ernannte ihn in jungen Alter von 27 Jahren zum Leiter des Shōkōkan. Als Mitsukuni 1913 starb, leitete er zusammen mit Nakamura Takaikei (中村 篁渓) die Beerdigung und war auch an der Entscheidung über den posthumen Namen „Gikō“ (義公) beteiligt.
Kuriyama starb im Alter von 36 Jahren und wurde im Tempel Ryūkō-ji (龍光寺) im Bezirk Komagome von Edo beigesetzt. Er ist berühmt für sein Hauptwerk „Hoken Daiki“ (保建大記), das die Geschichte Japans von den Ären Hogen (保元; 1156–1159) bis Kenkyū (建久; 1190–1199) behandelt. Eine weitere Veröffentlichung ist „Wa-shi Gohen“ (倭史後編) eine 2. Ausgabe der Geschichte Japans. Zu seinen Anthologien gehört „Heisō-shū“ (弊帚集).